# Törringe socken
Törringe socken i Skåne ingick i Oxie härad och är sedan 1974 en del av Svedala kommun, från 2016 inom Törringe-Västra Kärrstorps distrikt.
Socknens areal är 7,31 kvadratkilometer varav 7,24 land. År 1995 fanns här 73 invånare. Kyrkbyn Törringe med sockenkyrkan Törringe kyrka ligger i socknen. 

## Administrativ historik
Socknen har medeltida ursprung. 
Vid kommunreformen 1862 övergick socknens ansvar för de kyrkliga frågorna till Törringe församling och för de borgerliga frågorna bildades Törringe landskommun. Landskommunen uppgick 1952 i Månstorps landskommun som upplöstes 1974 då denna del uppgick i Svedala kommun. Församlingen uppgick 1998 i Törringe-Västra Kärrstorps församling som 2002 gick upp i Svedala församling.
1 januari 2016 inrättades distriktet Törringe-Västra Kärrstorps, med samma omfattning som Törringe-Västra Kärrstorps församling hade 1999/2000 och fick 1998, och vari detta sockenområde ingår.
Socknen har tillhört län, fögderier, tingslag och domsagor enligt vad som beskrivs i artikeln Oxie härad. De indelta soldaterna tillhörde Södra skånska infanteriregementet,  Skytts kompani.

## Geografi
Törringe socken ligger sydost om Malmö kring Sege å i norr. Socknen är en småkuperad odlingsbygd med inslag av lövskog.

## Fornlämningar
Boplatser och lösfynd från stenåldern är funna. Från bronsåldern finns en gravhög.

## Namnet
Namnet skrevs 1353 Thyrthinghe och kommer från kyrkbyn. Efterleden är inbyggarbeteckningen inge. Förleden har oklar tolkning..